# Leandro Somoza
Leandro Daniel Somoza (ur. 26 stycznia 1981 w Buenos Aires) – argentyński piłkarz pochodzenia włoskiego występujący na pozycji defensywnego lub środkowego pomocnika, reprezentant Argentyny, trener piłkarski.